# 常立寺 (京丹後市)
常立寺（じょうりゅうじ）は、京都府京丹後市峰山町吉原68にある浄土宗の寺院。山号は安泰山。峰山藩の藩主を務めた京極氏の菩提寺である。また、丹後ちりめんの始祖・森田治郎兵衛の菩提寺でもあり、日本遺産「丹後ちりめん回廊」の構成文化財にも数えられる。

## 歴史
1869年（明治2年）『峯山旧記』によると、常立寺はもともとは真言宗の寺院で「玉葉山光明寺」と称した。創健は、後奈良院の1555年（天文24年・弘治元年）で、徳及阿闍梨（とくきゅうあじゃり）が現在の寺地よりも東北にあったが、峯山藩初代藩主の京極高通が入国した際、居館を造営するために寺を今の場所に移転させられ、跡地には武家屋敷が敷かれた。さらに、京極家の菩提所が浄土宗であることから、常立寺は浄土宗に転宗を命じられた。京都知恩院の末寺とされる。
初代京極高通は1665年（寛文5年）に没し法名を安泰院道栄、2代京極高供は1674年（延宝2年）に没し、法名を常立院道栄といった。1676年（延宝4年）、3代京極高明は、この父祖の法名をとって光明寺の山寺号を「安泰山常立寺」と改称した。
藩は、常立寺の境内に峯山藩主の廟所を置き、寺領として安村に10石、外村に御施餓鬼料米1石を与えた。京極氏代々の藩主全員と、その家族の位牌を祀り、江戸時代から「殿様寺」あるいは「奥寺」と呼ばれた。寺には京極家初代藩主京極高通（安泰院）の肖像画が残り、廟所、位牌所、本堂の修繕費用はほぼすべて藩の財政から賄われたという。
1884年（明治17年）3月の京都府寺院明細帳によれば、当時の寺の規模は、寛文11年に再興した本堂、廊下、1740年（元文5年）再興の庫裡、1723年（享保8年）以前に建立し1758年（宝暦8年）に再興した山門、1827年（文政10年）再建の鐘楼堂、土蔵などがあったが、1927年（昭和2年）に北丹後震災で全壊し、現存する本堂は1937年（昭和12年）に再建された。
震災前の境内には、丹後随一の石工として知られる、金刀比羅神社 (京丹後市)境内の狛猫や府下最大の立仏像である平地地蔵も作った鱒留村・長谷川松助の手による子安地蔵があり、高さ8～9尺の大地蔵であったが、明治期に参道側に場所を移し、震災の猛火で壊滅したという。
一説によれば、京極氏の命により現在地に移転する前、菅峠の字（町・村の小区画）光明院寺付近へ移ったとされるが、これは、常立寺境内にあった光明庵の建物を、金毘羅の下に移したことの誤りと思われ、『丹哥府志』の常立寺の項に「昔の建物とて、其境内に光明庵あり、今、金毘羅下に移す…」と明記している。その時期については、『峯山旧記』に「光明庵は、もと寺の建物の由なれども、1841年（天保12年）9月、白銀町庵の段に移り、1861年（万延2年・文久元年）大破にて、元の常立寺境内に引き取る…」とあり、引き取られた光明庵は、改造して金剛堂となった。

## 境内

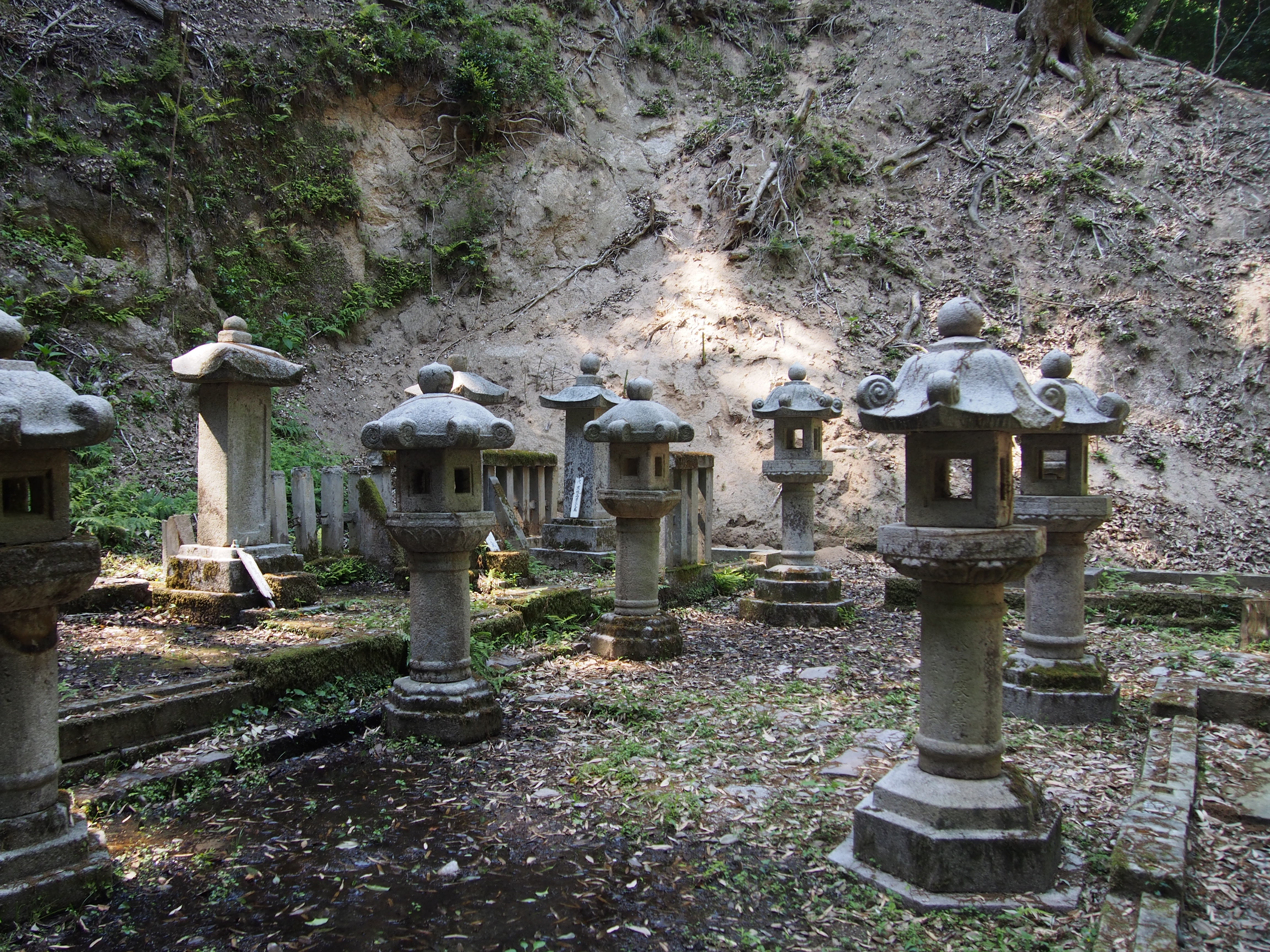
京極家墓所

約3000坪の境内に、1937年（昭和12年）建築の本堂、庫裡のほか、鐘楼や以下の建造物がある。
- 京極家墓所 - 峰山藩主を務めた京極氏の菩提寺。
- 森田治郎兵衛翁の墓 - 丹後ちりめんの創始者のひとりである絹屋佐平治（森田治郎兵衛）の墓。
- 金剛堂 - 稲荷社と秋葉社を合祀する境内社。1927年（昭和2年）北丹後地震で倒壊したが、1934年（昭和9年）10月に再建[6]。
- 弁財天社 - 前庭の池の中島にある。1804年（文化元年）頃に建立とみられる[6]。

## 文化財

### 京都府指定史跡
峯山藩主京極家墓所
1622年（元和8年）に陣屋を構えたことに始まる峯山藩は、約13,000石を領地とし、廃藩置県までの12代にわたり京極家が峯山藩の藩主として君臨した。常立寺はその菩提寺であり、境内に墓所がある。峯山藩主京極家の初代京極高通から第14代京極高鋭（1974年没）まで続く墓所で、歴代藩主の墓石がそろい、その保存状態が優れていることから京都府を代表する近世大名墓所と評価される。
本堂の背後にあるすり鉢状の丘陵地の斜面に平坦部を造成して墓所とする。入り口の京極家の家紋を入れた薬医門と築地塀で仕切られた区域に、上段・中段・下段で墓域を構成し、石段を上がった先の上段は初代から11代までの墓所、中段は12代から14代の墓所、下段は京極家の縁者の墓所となっている。
2代藩主京極高供が江戸から持ち帰ったと伝える、樹齢300年以上の梛の古木がある。

### 京丹後市指定文化財
- 「絹本著色釈迦十六善神像」[10]
- 「絹本著色不動明王像」[10]
- 「紙本著色京極家歴代藩主肖像画」[10]

### 寺宝
- 空海による筆と伝える「十六善神大幅」[4][9]。
- 摩法眼筆と伝える「子安地蔵菩薩」[9]
- 不動尊[9]

このほか、京極家4代藩主高之の御手焼の茶器が寺宝として記録に残るが、茶器は破損し失われている。

## アクセス
- 所在地 - 京都府京丹後市峰山町吉原68[11]
- 公共交通 - 京都丹後鉄道宮豊線峰山駅から徒歩。